# Derolus brunneipennis
Derolus brunneipennis är en skalbaggsart som beskrevs av Charles Joseph Gahan 1904. Derolus brunneipennis ingår i släktet Derolus och familjen långhorningar.
Artens utbredningsområde är Zimbabwe. Inga underarter finns listade i Catalogue of Life.